# Solon Springs
Solon Springs és una població dels Estats Units a l'estat de Wisconsin. Segons el cens del 2000 tenia 576 habitants.

## Demografia
Segons el cens del 2000, Solon Springs tenia 576 habitants, 268 habitatges, i 157 famílies. La densitat de població era de 139 habitants per km².
Dels 268 habitatges en un 23,5% hi vivien nens de menys de 18 anys, en un 49,6% hi vivien parelles casades, en un 6,3% dones solteres, i en un 41,4% no eren unitats familiars. En el 34,7% dels habitatges hi vivien persones soles el 16% de les quals corresponia a persones de 65 anys o més que vivien soles. El nombre mitjà de persones vivint en cada habitatge era de 2,15 i el nombre mitjà de persones que vivien en cada família era de 2,81.
Per edats la població es repartia de la següent manera: un 21,4% tenia menys de 18 anys, un 7,1% entre 18 i 24, un 25,3% entre 25 i 44, un 27,4% de 45 a 60 i un 18,8% 65 anys o més.
L'edat mediana era de 43 anys. Per cada 100 dones de 18 o més anys hi havia 87,2 homes.
La renda mediana per habitatge era de 30.250 $ i la renda mediana per família de 46.875 $. Els homes tenien una renda mediana de 30.500 $ mentre que les dones 23.438 $. La renda per capita de la població era de 16.807 $. Aproximadament el 3,7% de les famílies i el 10,6% de la població estaven per davall del llindar de pobresa.

## Poblacions més properes
El següent diagrama mostra les poblacions més properes.